# Margarida de Savoia (1851-1926)
Margarida de Savoia (Torí, Regne de Sardenya-Piemont 1851 - Bordighera, Regne d'Itàlia 1926) fou una princesa de Savoia amb el tractament d'altesa reial. Esdevingué reina consort d'Itàlia pel seu casament amb Humbert I d'Itàlia.

## Orígens familiars
Va néixer el 20 de novembre de 1851 a la ciutat de Torí, capital en aquells moments del Regne de Sardenya-Piemont, filla del príncep Ferran de Savoia, duc de Gènova i de la princesa Elisabet de Saxònia. Era, per tant, neta del rei Carles Albert I de Sardenya i de l'arxiduquessa Maria Teresa d'Àustria per part de pare, i per part de mare pertanyia a la Casa de Wettin, essent neta del rei Joan I de Saxònia i de la princesa Amàlia de Baviera. Fou germana de Tomàs de Savoia, duc de Gènova.

## Núpcies i descendents
Es casà el 21 d'abril de 1868 a la ciutat de Torí amb el príncep i futur rei Humbert I d'Itàlia, fill del rei Víctor Manuel II d'Itàlia i de l'arxiduquessa Adelaida d'Àustria. D'aquesta unió en nasqué un únic fill:
- Víctor Manuel, futur rei d'Itàlia, nat el 1869 a Roma i mort a Alexandria el 1947. Es casà amb la princesa Helena de Montenegro.

## Vida social
Participà en moltíssimes activitats culturals italianes entre les quals destaca la fundació de la Casa di Dante o la Società del Quarteto. També fou benefactora de societats com la Creu Roja italiana. Apassionada de les joies amassà una important col·lecció de peces.
La popular pizza Margarida rebé l'esmentat nom en honor de la reina d'Itàlia i és feta amb els colors de la bandera italiana –el vermell de la tomaca, el verd de l'alfàbrega i el blanc del formatge–.